# Socrate di Argo
Socrate di Argo (in greco antico: Σωκράτης?, Sokràtēs; in latino Socrates; Argo, V secolo a.C. – ...) è stato uno storico greco antico.

## Biografia
Di lui non si hanno che scarse e incerte notizie biografiche a volte contraddittorie.

## Opere
Delle sue opere (di cui restano 22 frammenti) sono ricordate una περιήγησις Ἄργους (Periegesi di Argo) e uno scritto A Idoteo, che trattava di diversi ritauliː probabilmente dalla prima opera perviene la nota leggenda della poetessa Telesilla, che doveva essere ricordata da questo periegeta illustrandone la statua eretta dai concittadini .